# Горж де Лу (станция метро)
«Горж де Лу» (фр. Gorge de Loup) — станция линии D Лионского метрополитена.

## Расположение
Станция находится в 9-м округе Лиона и является частью пересадочного комплекса, включающего в себя также железнодорожный вокзал пригородных поездов «Лион-Горж-де-Лу». Платформа станции расположена под перекрёстком улиц Сержан Мишель Берте (фр. rue du sergent Michel Berthet) и Профессёр Жерен (фр. rue du Professeur Gérin). Вход на станцию производится с этих двух улиц.

## Особенности
Станция открыта 9 сентября 1991 года в составе первой очереди линии D от станции Горж де Лу до станции Гранж Бланш. Состоит из двух путей и двух боковых платформ. Пассажиропоток в 2006 году составил 519 405 чел./мес.
Станция метро входит в состав пересадочного комплекса. Линия железной дороги проходит над линией метро перпендикулярно ей. Станция была разработана архитекторами Шарлем Ламбером (фр. Charles Lambert) и Бернаром Шамюсси (фр. Bernard Chamussy.

## Происхождение названия
Gorge de loup переводится с французского как волчье ущелье. Местность, где сейчас находится станция метро, получила такое название не позднее конца XVI века. Как бы то ни было, в XVII веке здесь уже находилось имение с таким названием.

## Достопримечательности
- Лион-Горж-де-Лу — железнодорожная станция
- Вилла Горж де Лу
- Кладбище Луаясс[фр.]

## Наземный транспорт
Со станции существует пересадка на следующие виды транспорта:

```
TER
 — вокзал пригородных поездов
```

    — «главный» автобус

              — автобус

Пригородный автобус 2Ex, 116, 118 и 142